# Ben Peach
Pour les articles homonymes, voir Peach.
Benjamin « Ben » Neeve Peach, né le 6 septembre 1842 à Gorran Haven et mort le 29 janvier 1926 à Édimbourg, est un géologue anglais. Il a été élu membre de la Royal Society en 1892. Il a reçu la médaille Wollaston en 1921. John Horne fut son élève.